# Necessary Evil
Necessary Evil è il nome con cui venne battezzato il Boeing B-29 Superfortress della United States Army Air Force che partecipò, assieme al gemello Enola Gay, alla missione che portò allo sgancio della prima bomba atomica, nel corso della seconda guerra mondiale, sulla città giapponese di Hiroshima.
Il compito del suo equipaggio era di scattare foto durante il primo lancio della storia di una bomba atomica in un conflitto.